# Bertram Forer
Bertram R. Forer (24 octobre 1914 - 6 avril 2000) était un psychologue américain connu pour avoir décrit l'Effet Barnum, parfois appelée validation subjective.
Né à Springfield (Massachusetts), Forer est diplômé de l'université de Massachusetts en 1936. Il a obtenu son doctorat en psychologie clinique de l'Université de Californie.
Il a travaillé comme psychologue et administrateur dans un hôpital militaire en France pendant la Seconde Guerre mondiale. À son retour, il a travaillé dans une clinique de santé mentale du Département des Anciens combattants des États-Unis à Los Angeles et en pratique privée à Malibu.
Dans son expérience de 1948, Forer a soumis ses élèves à un test de personnalité, puis comme résultat, il remit à chacun d'eux la même description construite à partir d'un recueil d'horoscopes et leur demanda de noter la pertinence de l'évaluation de sa personnalité sur une échelle de 0 (médiocre) à 5 (excellent). L'évaluation moyenne était de 4.26. L'expérience a été répétée des centaines de fois depuis 1948, et la moyenne reste à peu près 4.2.
L'effet Barnum montre que les gens ont tendance à accepter des descriptions généralisées des personnalités sans se rendre compte que la même évaluation pourrait s'appliquer à presque n'importe qui d'autre, parce que les gens veulent que les résultats soient vrais. Cette expérience est souvent citée comme une critique des autres test de personnalités, comme le Myers-Briggs Type Indicator.

### Écrits
- Forer BR (1949). The fallacy of personal validation: A classroom demonstration of gullibility Journal of Abnormal and Social Psychology. 44, 118-123.
- Forer BR (1968). Personal validation and the person. Psychol Rep. 1968 Dec;23(3):1214. PMID 5717433
- Forer BR, Farberow NL, Meter MM, Tolman RS (1952). Consistency and agreement in the judgment of Rorschach signs. J Proj Tech. 1952 Sep;16(3):346-51. PMID 14946755
- Death notice UMassMag, Winter 2001.